# Lê Văn Duyệt
Lê Văn Duyệt (né en 1763 ou 1764 et mort le 3 juillet 1832) est un général vietnamien qui aida le prince Nguyễn Ánh (appuyé par les hommes de Mgr Pigneau de Béhaine), futur empereur Gia Long, à vaincre les Tay Son, et à unifier son empire, dit à l'époque empire d'Annam par les Occidentaux et les Chinois. Lorsque la nouvelle dynastie Nguyễn s'installa en 1802, Lê Văn Duyệt devint mandarin de haut rang, puis vice-roi de Cochinchine, dont il fit une région prospère.
Il fit également allégeance au successeur de Gia Long, l'empereur Minh Mang, strict confucéen, avant de s'y opposer lorsque ce dernier voulut réduire l'autonomie de la Cochinchine et édicta la persécution contre les missionnaires chrétiens et leurs convertis que Lê Văn Duyệt protégeait pour des raisons de développement économique.
Après la mort de Lê Văn Duyệt en 1832, Minh Mang ordonna aux mandarins locaux de profaner sa tombe, ce qui fut le signal de la révolte de Lê Văn Khôi, héritier de Lê Văn Duyệt, contre le pouvoir central.
Il fut réhabilité par l'empereur Thiệu Trị qui fit restaurer son mausolée.